# Club Esportiu Castelló 1996/97
La temporada 1996/97 va ser la 74a en la història del CE Castelló, i va estar molt a prop de ser l'última. Després d'uns mediocres resultats a la Segona divisió B.

## Plantilla

### Jugadors
| Núm. | Pos. |                 | Jugador          | Procedència        | Temporada |
| ---- | ---- | --------------- | ---------------- | ------------------ | --------- |
|      | POR  | País Basc       | Iñaki            | SD Huesca          | 1996/97   |
|      | POR  | País Basc       | Sangróniz        | Sestao             | 1996/97   |
|      | DEF  | País Valencià   | Barila           | Pontevedra CF      | 1996/97   |
|      | DEF  | Galícia         | Cantero          | Porriño Industrial | 1995/96   |
|      | DEF  | País Valencià   | Francés          | Mármol Macael      | 1996/97   |
|      | DEF  | Andalusia       | Gordillo         | Betis B            | 1996/97   |
|      | DEF  | Illes Canàries  | Juani            | CD Tenerife B      | 1996/97   |
|      | DEF  | Castella i Lleó | Luis Martín      | Reial Valladolid   | 1995/96   |
|      | DEF  | País Basc       | Mendigain        | Pontevedra CF      | 1996/97   |
|      | DEF  | País Valencià   | Pepe García      | Castelló B         | 1992/93   |
|      | DEF  | País Valencià   | Víctor Paradells | Poli Almería       | 1996/97   |
|      | MIG  | País Basc       | Etxarri          | Pontevedra CF      | 1996/97   |
|      | MIG  | País Basc       | Gálder           | Bermeo Club        | 1996/97   |
|      | MIG  | Catalunya       | Manchado         | CD Onda            | 1995/96   |
|      | MIG  | Catalunya       | Masnou           | Llevant UE         | 1995/96   |
|      | MIG  | País Valencià   | Sorribes         | CD Teruel          | 1996/97   |
|      | MIG  | País Valencià   | Víctor Salvador  | ?                  | 1996/97   |
|      | DAV  | País Valencià   | Alcañiz          | Sense equip        | 1996/97   |

| No. | Posició |               | Jugador         | Procedència    | Temporada |
| --- | ------- | ------------- | --------------- | -------------- | --------- |
|     | DAV     | Aragó         | Castillo        | Écija Balompié | 1996/97   |
|     | DAV     | País Valencià | Edu Arnau       | RCD Mallorca   | 1995/96   |
|     | DAV     | País Valencià | Herrera         | Reial Múrcia   | 1996/97   |
|     | DAV     | País Valencià | Manu Irún       | CD Onda (c)    | 1995/96   |
|     | DAV     | País Valencià | Mateu           | Torquay        | 1996/97   |
|     | DAV     | País Valencià | Paco López      | Llevant UE     | 1995/96   |
| F   | POR     | País Valencià | Barri           | Castelló B     | 1996/97   |
| F   | POR     | País Valencià | Óscar Sidro     | Castelló B     | 1996/97   |
| F   | DEF     | País Valencià | Ortega          | Castelló B     | 1996/97   |
| F   | DEF     | País Valencià | Ruso            | Castelló B     | 1996/97   |
| F   | DEF     | País Valencià | Víctor Bertomeu | Castelló B     | 1996/97   |
| F   | MIG     | País Valencià | Fernando        | Castelló B     | 1995/96   |
| F   | MIG     | País Valencià | David Franch    | Castelló B     | 1996/97   |
| F   | MIG     | País Valencià | Pedro López     | Castelló B     | 1996/97   |
| F   | MIG     | País Valencià | Raúl Tena       | Castelló B     | 1996/97   |
| F   | MIG     | País Valencià | Roberto         | Castelló B     | 1995/96   |
| F   | DAV     | País Valencià | Guilamón        | Castelló B     | 1996/97   |

#### Altes
| Núm. | Posició |               | Jugador          | Procedència           | Preu | Mercat |
| ---- | ------- | ------------- | ---------------- | --------------------- | ---- | ------ |
|      | POR     | Euskadi       | Sangróniz        | Sestao SC             | ?    | Estiu  |
|      | DEF     | País Valencià | Barila           | Pontevedra CF         | ?    | Estiu  |
|      | DEF     | País Valencià | Francés          | Mármol Macael         | ?    | Estiu  |
|      | DEF     | Andalusia     | Gordillo         | Real Betis B          | ?    | Estiu  |
|      | DEF     | País Valencià | Víctor Paradells | Polideportivo Almería | ?    | Estiu  |
|      | MIG     | Euskadi       | Gálder           | Bermeo Club           | ?    | Estiu  |
|      | MIG     | País Valencià | Sorribes         | CD Teruel             | ?    | Estiu  |
|      | DAV     | Aragó         | Castillo         | Écija Balompié        | ?    | Estiu  |
|      | DAV     | País Valencià | Herrera          | Reial Múrcia          | ?    | Estiu  |
|      | POR     | Euskadi       | Iñaki            | SD Huesca             | ?    | Agost  |
|      | DEF     | Canàries      | Juani            | CD Tenerife B         | ?    | Agost  |
|      | DEF     | Euskadi       | Mendigain        | Pontevedra CF         | ?    | Agost  |
|      | MIG     | Euskadi       | Etxarri          | Pontevedra CF         | ?    | Agost  |
|      | MIG     | País Valencià | Víctor Salvador  | ?                     | ?    | Agost  |
|      | DAV     | País Valencià | Alcañiz          | Sense equip           |      | Agost  |
|      | DAV     | País Valencià | Mateu            | Torquay United FC     | ?    | Agost  |

#### Baixes
| Núm. | Posició |               | Jugador       | Destinació             | Preu           | Mercat |
| ---- | ------- | ------------- | ------------- | ---------------------- | -------------- | ------ |
|      | POR     | Galícia       | Docobo        |                        |                | Estiu  |
|      | POR     | País Valencià | Xavi Valeo    | RCD Mallorca           | ?              | Estiu  |
|      | DEF     | Balears       | Ballester     | Atlètic Balears        | ?              | Estiu  |
|      | DEF     | Navarra       | Edu Martínez  | Gimnàstic de Tarragona | ?              | Estiu  |
|      | DEF     | País Valencià | Estanis       | Yeclano CF             | ?              | Estiu  |
|      | DEF     | Catalunya     | Horcajada     | Racing de Ferrol       | ?              | Estiu  |
|      | MIG     | Madrid        | Arranz        | Getafe CF              | ?              | Estiu  |
|      | MIG     | Galícia       | Caneda        | CA Osasuna             | ?              | Estiu  |
|      | MIG     | País Valencià | Javi Prats    | Vila-real CF           | ?              | Estiu  |
|      | MIG     | País Valencià | Juan Carlos   | UD Melilla             | ?              | Estiu  |
|      | DAV     | País Valencià | Córcoles      | Yeclano CF             | ?              | Estiu  |
|      | DAV     | País Valencià | Israel        | RCD Espanyol B         | 2.000.000 ptes | Estiu  |
|      | DAV     | País Valencià | Santi Arribas | Llevant UE             | ?              | Estiu  |
|      | DEF     | País Valencià | Francés       | Águilas CF             | 0 ptes         | Agost  |
|      | DEF     | País Valencià | Pepe García   | CD Burriana            | 0 ptes         | Agost  |
|      | DAV     | Aragó         | Castillo      | CE Binèfar             | 0 ptes         | Agost  |
|      | POR     | Euskadi       | Iñaki         | FC Andorra             | 0 ptes         | Hivern |
|      | DEF     | País Valencià | Barila        | UD Mérida              | 8.000.000 ptes | Hivern |
|      | MIG     | País Valencià | Balaguer      | Cartagonova CF         | 800.000 ptes   | Hivern |